# Дом Байрона Шермана
Дом Байрона Р. Шермана, также известный как Замок или Замок Уайт-Салфер-Спрингс, входит в Национальный реестр исторических мест США, расположенный в Уайт-Салфер-Спрингс, штат Монтана, США. Внесён в Реестр 15 сентября 1977 года.
Замок-музей находится во владениях Исторического общества округа Мар. В Замке находится старинная мебель, фотографии, образцы минералов, одежда и артефакты прошлого.

## Описание
Это двухэтажный гранитный особняк на вершине холма в исполнении романского стиля конца XIX века с видом на город Уайт-Салфер-Спрингс. Площадь по плану, примерно 12 м × 12 м, с добавлением двух башен в полную высоту с южной стороны.